# Родригес, Делси
Делси Элоина Родригес Гомес (исп. Delcy Eloína Rodríguez Gómez; род. 18 мая 1969) — венесуэльский государственный и политический деятель. Вице-президент Венесуэлы с 14 июня 2018 года.
C 2013 по 2014 год занимала должность министра народной власти по вопросам коммуникации и информации Венесуэлы, с 2014 по 2017 год была министром иностранных дел, а затем с 4 августа 2017 по 14 июня 2018 года работала председателем Национальной конституционной ассамблеи Венесуэлы. В отношении Делси Родригес введён ряд международно-правовых санкций.

## Биография
Родилась 18 мая 1969 года в Каракасе в семье Хорхе Антонио Родригеса (основателя Социалистической лиги Венесуэлы) и Делси Гомес. Родной брат Хорхе Хесус Родригес был вице-президентом страны, а затем почти десятилетие работал мэром Каракаса.

## Политическая карьера
В годы правления президента Уго Чавеса она занимала несколько постов: в 2003 году была директором по международным делам министерства энергетики и шахт; в 2005 году вице-министром по европейским делам; с февраля по август 2006 года была министром по делам президента, а в 2007 году — генеральным координатором вице-президента Венесуэлы, когда её брат занимал должность вице-президента страны. Согласно статье, опубликованной в ежедневной газете Tal Cual, Делси Родригес изучала трудовое законодательство в Париже, преподавала в Центральном университете Венесуэлы и была членом Венесуэльской ассоциации юристов по трудовому праву.
В 2016 году Делси Родригес высказалась против идеи генерального секретаря Организации американских государств Луиса Альмагро приостановить членство Венесуэлы в организации за нарушение Демократической хартии ОАГ. 21 июня 2017 года приняла решение баллотироваться в Национальную конституционную ассамблею и президент Венесуэлы Николас Мадуро принял её отставку из министерства иностранных дел. Министром иностранных дел стал Самуэль Монкада.
В начале 2018 года, оставив основную партию власти (ЕСПВ), стала генеральным секретарём воссозданного по разрешению президента Николаса Мадуро левого Движения «Мы — Венесуэла» (Movimiento Somos Venezuela).

### Вице-президент Венесуэлы
14 июня 2018 года президент Николас Мадуро назначил Делси Родригес вице-президентом Венесуэлы. Она также стала главным должностным лицом Боливарианской службы национальной разведки SEBIN (разведывательного агентства Венесуэлы).

## Санкции

### Канада
22 сентября 2017 года Канада ввела санкции против Делси Родригес из-за нарушения конституционного строя Венесуэлы.

### Европейский союз
Вскоре после назначения вице-президентом Венесуэлы Делси Родригес стала одним из одиннадцати должностных лиц этой страны, в отношении которых Европейским союзом 25 июня 2018 года введены санкции: её банковские счета были заморожены и запрещён въезд на территорию стран ЕС по причине «нарушения демократических норм и верховенства закона в Венесуэле».

### Швейцария
10 июля 2018 года Швейцария ввела санкции в отношении Делси Родригес, заморозив её банковские счета и наложив запрет на поездки, сославшись на те же причины, что и Европейский союз.

### Соединённые Штаты
25 сентября 2018 года Соединённые Штаты Америки наложили санкции в отношении Делси Родригес за её участие в укреплении власти президента Николаса Мадуро в Венесуэле.

## Личная жизнь
Делси Родригес была в отношениях с соучредителем  компании Smartmatic Альфредо Хосе Ансолой, который погиб в авиакатастрофе в апреле 2008 года.

## Награды
- Орден Дружбы (22 июля 2024 года, Россия) — за большой вклад в укрепление российско-венесуэльского торгово-экономического и финансового сотрудничества[18].